# Margaret Joslin

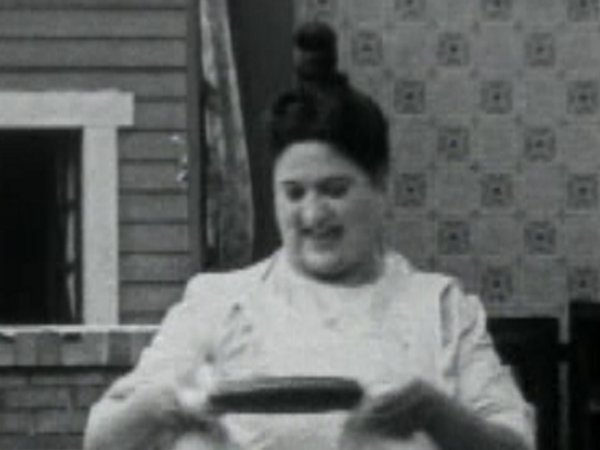
Margaret Joslin, 1919

Margaret Joslin (* 6. August 1883 in Cleveland, Ohio; † 14. Oktober 1956 in Glendale, Kalifornien) war eine US-amerikanische Schauspielerin, bekannt für Westernkomödien von und mit Gilbert M. Anderson.

## Leben
Margaret Joslin arbeitete seit 1910 exklusiv für Essanay, meist unter der Regie von Gilbert M. Anderson in Komödien und Western. Neben Augustus Carney (bis zu seinem Weggang zu Universal Studios), Victor Potel und Harry Todd spielte sie von 1911 bis 1917 mehr als 70-mal den Charakter Sophie Clutts in der sehr erfolgreichen Westernkomödien-Reihe Snakeville. Dreimal spielte sie Ben Turpins Ehefrau in den Bloggie-Filmen.
Ab 1916 arbeitete Joslin unter dem Namen Mrs. Harry Todd für verschiedene Filmgesellschaften, vor allem als Komödiantin in Slapstick-Filmen unter der Regie von Hal Roach (mehr als dreißig Filme mit Harold Lloyd und Armando Novello). In den 1920er Jahren machte Joslin nur noch drei Filme. 1923 zog sie sich völlig vom Filmgeschäft zurück.
Margaret Joslin war mit zweien ihrer direkten Kollegen verheiratet: Zuerst mit Augustus Carney, dann mit Harry Todd.